# Jerzy Witkowski
Jerzy Witkowski (ur. 4 stycznia 1938 w Krasnopolu, zm. 14 lipca 1999 w Warszawie) – polski pianista.

## Życiorys
Był synem Józefa Witkowskiego i Anny z. Doboszyńskiej. Ukończył szkołę muzyczną w Ełku (1953) oraz Państwowe Liceum Muzyczne w Warszawie (1957). W latach 1957–1961 studiował u Natalii Hornowskiej w Państwowej Wyższej Szkole Muzycznej w Warszawie. Otrzymał dyplom z wyróżnieniem. Uczestniczył w I Międzynarodowym Konkursie Pianistycznym w Leeds (1963) oraz III Międzynarodowym Konkursie Muzycznym im. Piotra Czajkowskiego w Moskwie (1966). W 1962 roku podjął pracę pianisty w Teatrze Ludowym w Warszawie. W 1967 roku został zaangażowany przez Witolda Rowickiego do zespołu Filharmonii Narodowej, gdzie w 1972 roku utworzono dla niego stanowisko kameralisty i solisty. Koncertował w Europie, Stanach Zjednoczonych i Australii. Od 1972 roku występował na festiwalu Warszawska Jesień. Przez szereg lat tworzył duet fortepianowy z Szabolcsem Esztényim.
W 1968 roku wspólnie z Jerzym Maksymiukiem i orkiestrą Filharmonii Narodowej pod batutą Witolda Rowickiego dokonał prawykonania Koncertu na 2 fortepiany Grażyny Bacewicz (1968). Uczestniczył w pierwszych polskich wykonaniach dzieł Oliviera Messiaena, m.in. Turangalîla-Symphonie (1972), Quatuor pour la fin du temps (1973), Des canyons aux étoiles (1986), Visions de l’Amen (1995). Dokonał licznych nagrań dla Polskiego Radia i wytwórni płytowych.
Został pochowany na cmentarzu parafialnym w Pruszkowie.